# 世界観光の日
世界観光の日（せかいかんこうのひ、World Tourism Day）は、観光に関する国際デーであり、1980年に世界観光機関により9月27日と定められた。これは1970年の同日に世界観光機関憲章が採択されたことにちなむ。世界観光機関憲章はグローバルな観光の一里塚だと考えられている。 この記念日の目的は、国際社会における観光への意識を高めるともに、どれほどの社会的、文化的、政治的、経済的な価値を世界にもたらすか示すこと、である。2017年のスローガンは「持続可能な観光、発展の道具として」とされた。2019年のスローガンは「観光、世界の鍵となるセクター」である。日本では世界観光記念日とも言われる。 